# Wollomoos
Wollomoos ist ein Pfarrdorf und Ortsteil des Marktes Altomünster im oberbayerischen Landkreis Dachau in der Nähe von Aichach. Das Pfarrdorf wurde erstmals um 1030 als Wollenmos urkundlich erwähnt. Eine spätere Schreibweise ist auch Wolmosen. Die Eingemeindung nach Altomünster erfolgte am 1. Mai 1978 im Zuge der kommunalen Neuordnung Bayerns.

Zur Gemarkung gehören auch das Kirchdorf Pfaffenhofen, die Weiler Halmsried und Rudersberg und die Einöde Xyger.

## Geographie
In der Gemarkung Wollomoos entspringt die Weilach, die sich dann nach Norden Richtung Thalhausen wendet und nach circa 22 Kilometer bei Schrobenhausen-Mühlried in die Paar mündet.

## Geschichte
Im Jahre 1632 wurden viele Anwesen durch die einfallenden Schweden niedergebrannt. Es kamen so viele Einwohner ums Leben, dass der Grundherr, das Kloster Kühbach, neue Bauern aus dem Chiemgau ansiedelte.
Am 1. Mai 1978 wurde Wollomoos in den Markt Altomünster eingegliedert.

### Kirche und Pfarrei Wollomoos

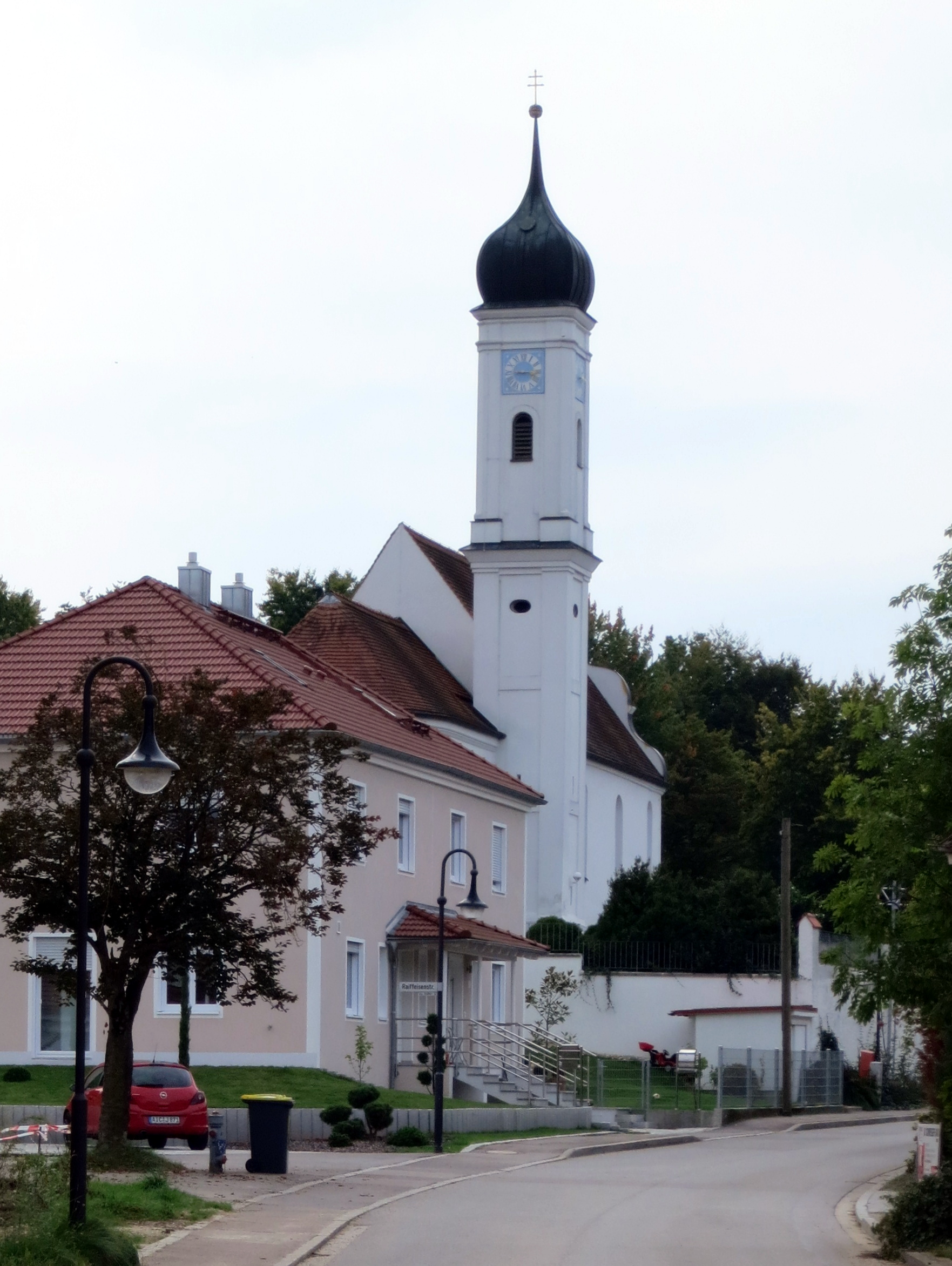
St. Bartholomäus

Wollomoos war wohl schon im 13. Jahrhundert eigenständige Pfarrei des Bistums Freising und wird in den Konradinischen Matrikeln von 1315 geführt. Patronatsherr war das Benediktinerinnenkloster Kloster Kühbach. Die zugehörige Kirche ist dem heiligen Bartholomäus geweiht und weist in den Langhausseiten noch romanische Mauerreste auf, stammt aber in der heutigen, um drei Meter längeren, Form aus der Mitte des 15. Jahrhunderts. 1524 hatte die Mini-Pfarrei im Dekanat Ilmmünster nur 50 erwachsene Gläubige (Sunderndorfer´sche Matrikel). Wohl auch durch die Schwedeneinfälle beschädigt, wurde die Kirche 1694 renoviert und um weitere 2,2 Meter verlängert sowie mit einer barocken Giebelmauer im Eingangsbereich versehen. Von 1720 bis 1730 wurde die Kirche innen barockisiert. 1895 wurde die Kirche erneut umgebaut. Man brach den spätgotischen Chor ab und baute einen wesentlich größeren Altarraum, die Inneneinrichtung wurde bis auf die altbarocken Kirchenstühle neo-barockisiert. 1905 wurde in der Kirche Wollomoos ein Römerstein entdeckt, der dann in der Kirche  St. Laurentius in Pfaffenhofen aufgestellt wurde. Seit 1956 wird Wollomoos von Sielenbach (Erzbistum München-Freising) aus seelsorgerisch durch einen Vikar bzw. Pfarradministrator betreut.

### Baudenkmäler
Es gibt in Wollomoos drei Gebäude, die unter Denkmalschutz stehen.

### Gegenwart
Heute hat Wollomoos rund 800 Einwohner. Es hat einen eigenen Kindergarten. Als weitere Einrichtungen gibt es in Wollomoos ein psychiatrisches Pflegeheim, ein Lagerhaus, eine Werkstatt, einen Getränkemarkt und eine Baumschule.